# Yaylak, Bozova
Yaylak là một thị trấn thuộc huyện Bozova, tỉnh Şanlıurfa, Thổ Nhĩ Kỳ. Dân số thời điểm năm 2011 là 3.528 người.